# Llista de topònims de Riu de Cerdanya
Llista de topònims (noms propis de lloc) del municipi de Riu de Cerdanya, a la Baixa Cerdanya
Informació actualitzada per un bot. Els canvis manuals es perdran quan s'actualitzi!

## estructura arquitectònica
| imatge | Nom                    | Ubicat a        | instància de              | Detalls      | coordenades                                                                                     | Protecció | Commons (més fotos) | Dades a WD                    |
| ------ | ---------------------- | --------------- | ------------------------- | ------------ | ----------------------------------------------------------------------------------------------- | --------- | ------------------- | ----------------------------- |
|        | Font de les Rentadores | Riu de Cerdanya | estructura arquitectònica |              | 42° 20′ 44″ N, 1° 49′ 36″ E / 42.34564971923828°N,1.8267309665679932°E ca:Plaça de l'Ajuntament |           |                     | Modifica les dades a Wikidata |
|        | Safareig               | Riu de Cerdanya | estructura arquitectònica | 19th century | 42° 20′ 44″ N, 1° 49′ 35″ E / 42.34563827514648°N,1.826467990875244°E ca:Plaça de l'Ajuntament  |           |                     | Modifica les dades a Wikidata |
|        | Volta de Cal Cintet    | Riu de Cerdanya | estructura arquitectònica | 19th century | 42° 20′ 42″ N, 1° 49′ 31″ E / 42.34498596191406°N,1.82532000541687°E ca:Carrer de Migdia        |           |                     | Modifica les dades a Wikidata |

## masia
| imatge | Nom                   | Ubicat a        | instància de | Detalls | coordenades                                                         | Protecció | Commons (més fotos) | Dades a WD                    |
| ------ | --------------------- | --------------- | ------------ | ------- | ------------------------------------------------------------------- | --------- | ------------------- | ----------------------------- |
|        | Barraca de Riumajor   | Riu de Cerdanya | masia        |         | 42° 19′ 18″ N, 1° 49′ 25″ E / 42.3217980200119°N,1.82374430775832°E |           |                     | Modifica les dades a Wikidata |
|        | Barraca de Sançamorta | Riu de Cerdanya | masia        |         | 42° 18′ 55″ N, 1° 49′ 36″ E / 42.3151895973365°N,1.82657339794733°E |           |                     | Modifica les dades a Wikidata |

## muntanya
| imatge | Nom                     | Ubicat a                                                  | instància de | Detalls | coordenades                                                             | Protecció | Commons (més fotos)     | Dades a WD                    |
| ------ | ----------------------- | --------------------------------------------------------- | ------------ | ------- | ----------------------------------------------------------------------- | --------- | ----------------------- | ----------------------------- |
|        | Moixeró                 | Guardiola de Berguedà Riu de Cerdanya                     | muntanya     |         | 42° 17′ 59″ N, 1° 49′ 19″ E / 42.299673°N,1.821986°E 2090 msnm          |           | Moixeró (muntanya)      | Modifica les dades a Wikidata |
|        | Penyes Altes de Moixeró | Guardiola de Berguedà Riu de Cerdanya Urús                | muntanya     |         | 42° 18′ 23″ N, 1° 50′ 33″ E / 42.3063002008°N,1.84247482148°E 2276 msnm |           | Penyes Altes de Moixeró | Modifica les dades a Wikidata |
|        | Roc Cremat              | Riu de Cerdanya                                           | muntanya     |         | 42° 18′ 29″ N, 1° 49′ 19″ E / 42.30796667°N,1.82186667°E 2006 msnm      |           |                         | Modifica les dades a Wikidata |
|        | Torrelles               | Riu de Cerdanya Prats i Sansor                            | muntanya     |         | 42° 21′ 20″ N, 1° 50′ 05″ E / 42.35568056°N,1.83482833°E 1305.6 msnm    |           |                         | Modifica les dades a Wikidata |
|        | turó de Prat Agre       | Bellver de Cerdanya Guardiola de Berguedà Riu de Cerdanya | muntanya     |         | 42° 18′ 07″ N, 1° 48′ 17″ E / 42.302°N,1.80467°E 2017 msnm              |           |                         | Modifica les dades a Wikidata |

## serra
| imatge | Nom                            | Ubicat a                            | instància de | Detalls | coordenades                                                          | Protecció | Commons (més fotos) | Dades a WD                    |
| ------ | ------------------------------ | ----------------------------------- | ------------ | ------- | -------------------------------------------------------------------- | --------- | ------------------- | ----------------------------- |
|        | serra de Solà                  | Bellver de Cerdanya Riu de Cerdanya | serra        |         | 42° 21′ 09″ N, 1° 49′ 42″ E / 42.35263583°N,1.82831111°E 1305.6 msnm |           |                     | Modifica les dades a Wikidata |
|        | serrat de les Boïgues          | Riu de Cerdanya Urús                | serra        |         | 42° 20′ 32″ N, 1° 50′ 24″ E / 42.34228889°N,1.84013333°E 1340.1 msnm |           |                     | Modifica les dades a Wikidata |
|        | serrat de les Pales de Montsec | Riu de Cerdanya Urús                | serra        |         | 42° 18′ 57″ N, 1° 50′ 15″ E / 42.31571944°N,1.837575°E 2113.4 msnm   |           |                     | Modifica les dades a Wikidata |

## Misc
| imatge | Nom                                  | Ubicat a                                                            | instància de                                   | Detalls                                   | coordenades                                                                                                 | Protecció                                  | Commons (més fotos)              | Dades a WD                    |
| ------ | ------------------------------------ | ------------------------------------------------------------------- | ---------------------------------------------- | ----------------------------------------- | --- | ------------------------------------------ | -------------------------------- | ----------------------------- |
|        | Balma de Segalars                    | Riu de Cerdanya                                                     | abric rocós                                    |                                           | 42° 19′ 37″ N, 1° 49′ 54″ E / 42.3269394361661°N,1.83157385334601°E                                         |                                            |                                  | Modifica les dades a Wikidata |
|        | Canals                               | Riu de Cerdanya                                                     | nucli de població                              |                                           | 42° 19′ 55″ N, 1° 49′ 52″ E / 42.331980045041°N,1.8312090405002°E                                           |                                            |                                  | Modifica les dades a Wikidata |
|        | Escultura Isard                      | Riu de Cerdanya                                                     | monument                                       | 2011                                      | 42° 20′ 44″ N, 1° 49′ 34″ E / 42.3455924987793°N,1.8262269496917725°E ca:Sergi Ricart Jané                  |                                            |                                  | Modifica les dades a Wikidata |
|        | Fonts de Riu de Pendís               | Riu de Cerdanya                                                     | font element geogràfic                         | Estil: arquitectura popular               | | bé integrant del patrimoni cultural català |                                  | Modifica les dades a Wikidata |
|        | Riu de Cerdanya                      | Riu de Cerdanya                                                     | entitat singular de població capital municipal | 99 hab                                    | 42° 20′ 43″ N, 1° 49′ 34″ E / 42.34519312°N,1.82612652°E 1173 msnm                                          |                                            |                                  | Modifica les dades a Wikidata |
|        | Sant Joan de Riu                     | Riu de Cerdanya                                                     | església                                       | Estil: arquitectura romànica 13rd century | 42° 20′ 43″ N, 1° 49′ 34″ E / 42.345344°N,1.826057°E ca:Plaça de l'Església 1172 msnm                       | bé cultural d'interès local                | Sant Joan de Riu                 | Modifica les dades a Wikidata |
|        | casa consistorial de Riu de Cerdanya | Riu de Cerdanya                                                     | casa consistorial                              |                                           | 42° 20′ 44″ N, 1° 49′ 35″ E / 42.34567239179121°N,1.8262855896795571°E                                      |                                            | Town hall of Riu de Cerdanya     | Modifica les dades a Wikidata |
|        | cova de l'Ós                         | Riu de Cerdanya                                                     | cova                                           |                                           | 42° 18′ 25″ N, 1° 49′ 35″ E / 42.3068575296751°N,1.82642484776256°E                                         |                                            |                                  | Modifica les dades a Wikidata |
|        | refugi del Serrat de les Esposes     | Riu de Cerdanya                                                     | refugi de muntanya                             | Hi passa: cavalls del vent                | 42° 19′ 30″ N, 1° 49′ 44″ E / 42.325°N,1.82875°E ca:A tocar de la pista de Riu al coll del Pendís 1510 msnm |                                            | Refugi del Serrat de les Esposes | Modifica les dades a Wikidata |
|        | serra de Moixeró                     | Urús Riu de Cerdanya Bellver de Cerdanya Guardiola de Berguedà Bagà | serralada                                      |                                           | 42° 18′ 06″ N, 1° 51′ 23″ E / 42.301561°N,1.856439°E 2276 msnm                                              |                                            | Serra de Moixeró                 | Modifica les dades a Wikidata |